# An-Naṣr

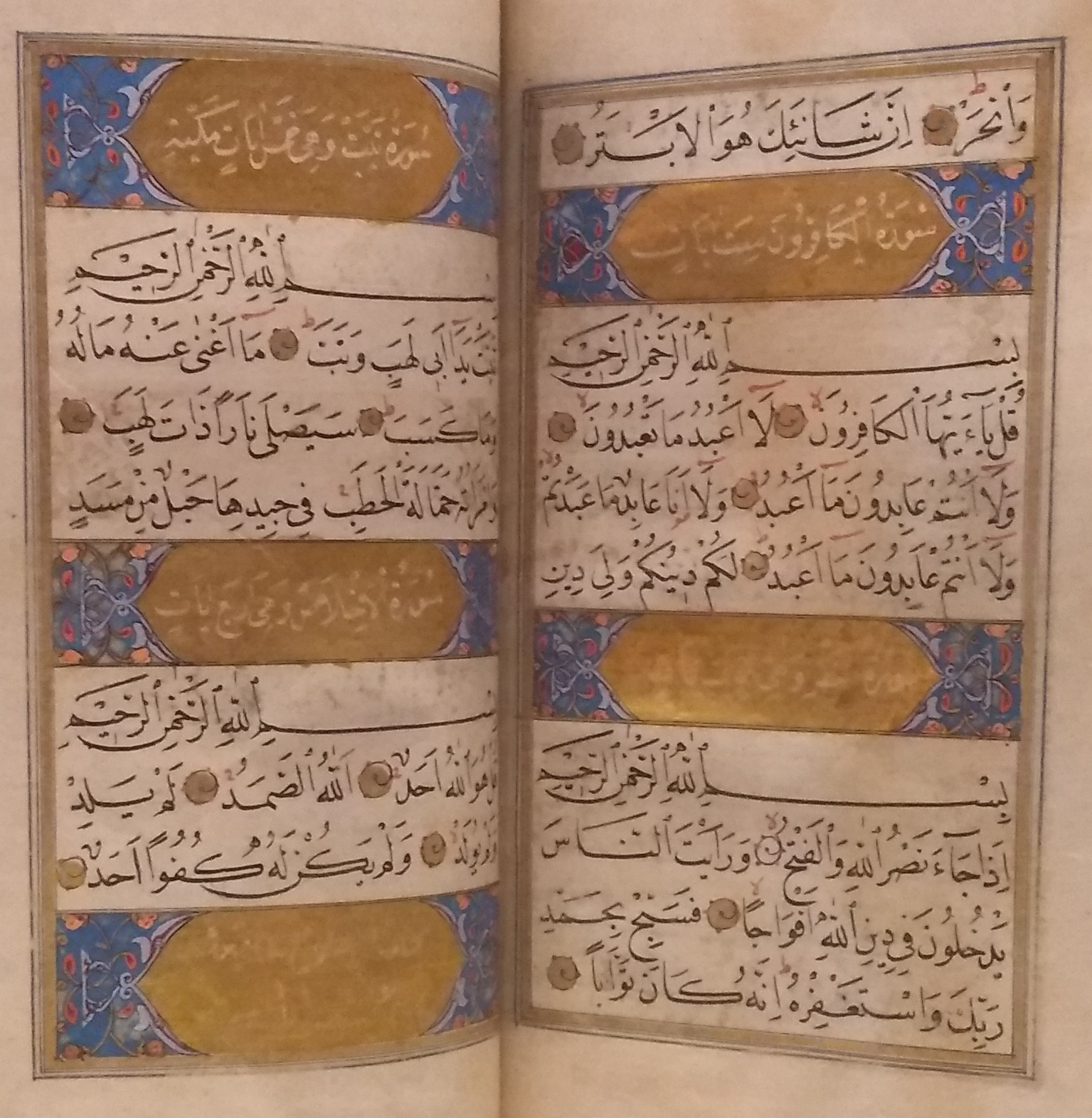
Sura al-Nasr nere till höger i Koranen.

An-Naṣr (arabiska: سورة النصر, “Guds hjälp”) är den etthundrationde suran (kapitlet) i Koranen med 3 ayat (verser). Den skall ha uppenbarat sig för profeten Muhammed under hans tid i Medina.
Nedan följer surans verser i översättning från arabiska till svenska av Mohammed Knut Bernström. Översättningen har erhållit officiellt godkännande från det anrika al-Azhar-universitetets islamiska forskningsinstitution.

## Guds hjälp
I Guds, den Nåderikes, den Barmhärtiges namn!
1. DÅ GUDS hjälp kommer med segern,
2. och du ser människorna i oräkneliga skaror flocka sig till Guds religion,
3. lova och prisa då din Herres namn och sök Hans förlåtelse! Han är alltid beredd att ta emot den [uppriktigt] ångerfulles ånger.